# Alin Riekkojärvi
Alin Riekkojärvi eller Vuolimus Rievssakjavri eller Vuöllimus Riusakjävri är en sjö i Finland. Den ligger i kommunen Utsjoki i landskapet Lappland, i den norra delen av landet, 1 100 km norr om huvudstaden Helsingfors. Alin Riekkojärvi ligger 238 meter över havet. Omgivningarna runt Alin Riekkojärvi är i huvudsak ett öppet busklandskap. Arean är 33,7 hektar och strandlinjen är 3,37 kilometer lång. Sjön  ingår i Tana älvs huvudavrinningsområde. 